# Татарско-Елтанское сельское поселение
Татарско-Елтанское се́льское поселе́ние — муниципальное образование в Чистопольском районе Татарстана Российской Федерации.
Административный центр — село Татарский Елтан.

## История
Статус и границы сельского поселения установлены Законом Республики Татарстан от 31 января 2005 года № 44-ЗРТ «Об установлении границ территорий и статусе муниципального образования "Чистопольский муниципальный район" и муниципальных образований в его составе».

## Население
| 2010 | 2011 | 2012 | 2013 | 2014 | 2015 | 2016 |
| ---- | ---- | ---- | ---- | ---- | ---- | ---- |
| 682  | ↘681 | ↘645 | ↘630 | ↗633 | ↘617 | ↘601 |
| 2017 | 2018 |      |      |      |      |      |
| ↘594 | ↘585 |      |      |      |      |      |

## Состав сельского поселения
| № | Населённый пункт | Тип населённого пункта       | Население |
| - | ---------------- | ---------------------------- | --------- |
| 1 | Изгары           | село                         |           |
| 2 | Русский Елтан    | деревня                      |           |
| 3 | Татарский Елтан  | село, административный центр |           |